# Hans-Jürgen Kaesler
Hans-Jürgen Kaesler (* 1942 in Görlitz) ist ein deutscher Jurist und Politiker (FDP).

## Leben
Kaesler studierte Psychologie sowie Rechts- und Staatswissenschaften an den Universitäten in Bonn und Köln. Er arbeitete von 1974 bis 1978 als stellvertretender Referatsleiter im Bundesministerium des Innern und anschließend von 1978 bis 1988 als stellvertretender Referatsleiter in der Abteilung für Auswärtige Angelegenheiten und Sicherheitspolitik des Bundeskanzleramtes. Danach war er von 1989 bis 1990 in der Ständigen Vertretung der Bundesrepublik Deutschland bei der Deutschen Demokratischen Republik.
Von 1990 bis 1991 amtierte das FDP-Mitglied als Staatssekretär im Ministerium für Bundes- und Europaangelegenheiten des Landes Sachsen-Anhalt. Nach dem Rücktritt von Minister Gerd Brunner übernahm er am 12. September 1991 dessen Kabinettsposten in der von Ministerpräsident Werner Münch geleiteten Regierung. Obwohl Kaesler im Zusammenhang mit der sogenannten „Gehälteraffäre“ – Münch und einige Kabinettsmitglieder standen im Verdacht, mit manipulierten Daten unzulässig hohe Gehälter kassiert zu haben – zunächst alle Vorwürfe ausräumen konnte wurde er am 2. Dezember 1993 von Münchs Nachfolger Christoph Bergner entlassen. Als „Bundesratsminister“ war Kaesler auch der Bevollmächtigte des Landes Sachsen-Anhalt beim Bund.
1994 gründete Kaesler zusammen mit dem ehemaligen Staatssekretär Klaus-Günter Schaper in Berlin die Rechtsanwaltskanzlei Kaesler & Kollegen. Seine Hauptaufgabe als Rechtsanwalt ist die Beratung von Unternehmen. Des Weiteren ist er Mitglied im Deutsch-Bulgarischen Forum sowie im Deutsch-Aserbaidschanischen Forum.